# Монтичело Конте Ото
Монтичѐло Ко̀нте О̀то (на италиански: Monticello Colle Otto; на венециански: Montexelo Conte Oto, Монтезело Конте Ото) е град и община в Северна Италия, провинция Виченца, регион Венето. Разположен е на 42 m надморска височина. Населението на общината е 9098 души (към 2015 г.).